# (604) Tekmessa
(604) Tekmessa – planetoida z pasa głównego asteroid okrążająca Słońce w ciągu 5 lat i 209 dni w średniej odległości 3,14 j.a. Została odkryta 16 lutego 1906 roku w Taunton (Massachusetts) przez Joela Metcalfa. Nazwa planetoidy pochodzi od Tekmessy, córki frygijskiego króla Teleutasa, wziętej w niewolę przez Ajasa Wielkiego w mitologii greckiej. Przed jej nadaniem planetoida nosiła oznaczenie tymczasowe (604) 1906 TK.